# Charles Wright

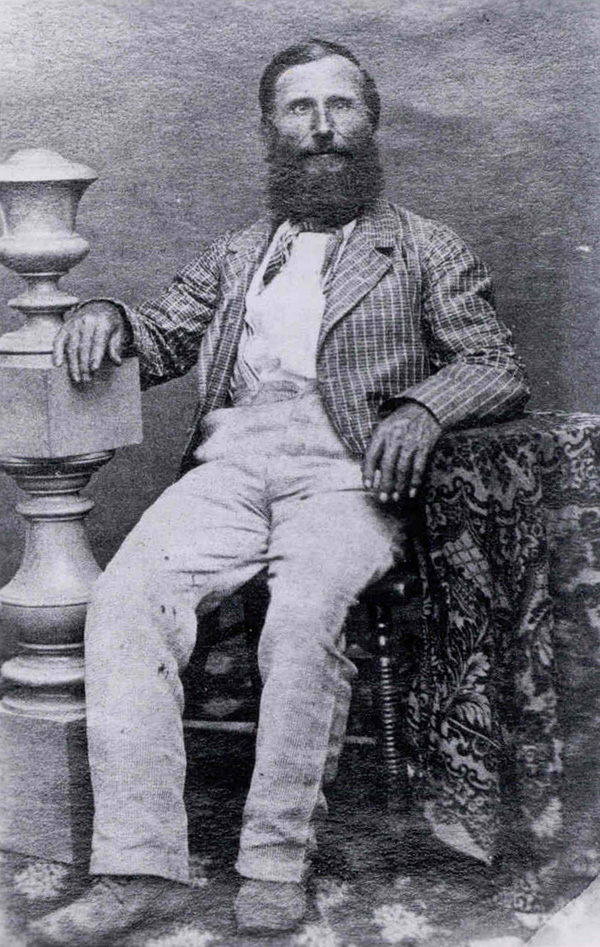
Charles Wright

Charles Wright (Wethersfield, Connecticut, 29 de outubro de 1811 –  Wethersfield, 11 de agosto de 1885 ) foi um botânico norte-americano. Participou, de 1853 a 1856, da expedição de exploração e pesquisa do Pacífico Norte de John Rodgers e Cadwallader Ringgold. Apesar do nome, ela passou também por lugares como Sydney, Funchal e Cidade do Cabo coletando plantas diversas por esses locais. Inspirou o nome de algumas plantas, como Datura wrightii, o gênero Carlowrightia e Geissorhiza wrightii, e a Tropidophis wrighti (Boa-anã Wrights). George Engelmann batizou um cacto em homenagem a ele: Anzol do Wrights (Sclerocactus wrightiae)